# Železný potok (přítok Nivního potoka)
Železný potok (německy Eisendorfer Bächlein) je vodní tok v Českém lese, v okrese Domažlice a okrese Tachov, levostranný přítok Nivního potoka.
Délka toku měří 7,6 km, plocha povodí činí 15,25 km².

## Průběh toku
Potok pramení v těsné blízkosti státní hranice s Německem, na území Česka. Prvních asi 400 metrů protéká severním směrem při státní hranici zalesněnou neobydlenou krajinou. Krátce v délce 0,08 km mezi hraničními znaky 20/8–20/10 tvoří státní hranici mezi Českem a Německem. Severním až severovýchodním směrem teče směrem k zaniklé vesnici Eisendorfská Huť a pokračuje k malé vesnici Železná, kterou obtéká. Od Železné pokračuje nejprve severovýchodní směrem, později severozápadním směrem. Opouští území okresu Domažlice a posledních asi 300 metrů teče již v okrese Tachov směrem k Nivnímu potoku, do kterého se zleva vlévá. Celý tok Železného potoka protéká Chráněnou krajinnou oblastí Český les.